# Sergio I di Gerusalemme
Sergio I (... – 855) è stato il patriarca di Gerusalemme tra l'842 e l'855.
Era chiamato Ibn Mansur, in qualità di discendente di Mansur che aiutò i musulmani a conquistare Damasco. 
Secondo Eutichio, divenne patriarca durante il secondo anno di regno del califfo al-Wathiq e sarebbe rimasto sul trono per sedici anni, fino alla sua morte.